# Ciryl Gane
Ciryl Jacky Gane (ur. 12 kwietnia 1990 w La Roche-sur-Yon) – francuski zawodnik MMA walczący w kategorii ciężkiej. Były tymczasowy mistrz UFC w wadze ciężkiej.

## Życiorys
Urodził się w La Roche-sur-Yon. Jego ojciec jest pochodzenia gwadelupskiego, jak i również byłym kierowcą autobusu i byłym piłkarzem w lidze Éierepromotioun. W młodości Gane grał w piłkę nożną i koszykówkę. Pomimo talentu sportowego, zdecydował się na pracę w sklepie meblowym i dołączył do programu work-study w Paryżu.

## Boks tajski
4 czerwca 2016 roku w walce o tytuł organizacji AFMT wagi ciężkiej pokonał Jérémy'ego Jeanne'a przez nokaut w drugiej rundzie.
Po wygranej przez decyzję z Samihem Bacharem, zawalczył z weteranem K-1 – Brice Guidonem na gali La Nuit Des Titans. Pokonał go przez nokaut w trzeciej rundzie.
Gane miał bronić tytułu AFMT przeciwko Jonathanowi Gengoulowi na gali Muay Thai Spirit 5. Walkę wygrał przez nokaut w pierwszej rundzie.
Na gali Warriors Night, pokonał Bangaly Keitę przez nokaut w trzeciej rundzie. Następnie stoczył walkę z wielokrotnym mistrzem WBC, Muaythai Yassine Boughanemem na gali Duel 2. Gane wygrał walkę przez decyzję.

## Kariera MMA

### Wczesna kariera
Trenowany przez Fernanda Lopeza, zadebiutował w zawodowym MMA w 2018 roku. W tym samym roku został zakontraktowany do kanadyjskiej organizacji TKO Major League MMA, gdzie stoczył pierwszą walkę o mistrzostwo w wadze ciężkiej z Bobbym Sullivanem. Walkę o tytuł wygrał w pierwszej rundzie przez duszenie gilotynowe
Mistrzowski tytuł obronił miesiąc później, pokonując w drugiej rundzie przez TKO bardziej doświadczonego Adama Dyczke. W trzeciej zawodowej walce, a zarazem drugiej obronie mistrzostwa stanął przeciwko Roggersowi Souzie. Wygrał w pierwszej rundzie przez TKO.

### UFC
Pierwszą walkę w amerykańskim gigancie stoczył 10 sierpnia 2019 roku na UFC Fight Night: Shevchenko vs. Carmouche 2, gdzie zmierzył się z Raphaelem Pessoa. Wygrał walkę przez duszenie trójkątne pod koniec pierwszej rundy.
26 października 2019 roku na gali UFC Fight Night: Maia vs. Askren poddał Don'Tale Mayes'a dźwignią skrętową na staw skokowy w trzeciej rundzie. Wygrana przyniosła mu pierwszy bonus finansowy za występ wieczoru.
21 grudnia 2019 roku na gali UFC Fight Night: Edgar vs. Korean Zombie zmierzył się z Tannerem Boserem. Walkę wygrał przez jednogłośną decyzję sędziowską.
18 kwietnia 2020 roku na UFC 249 miał zmierzyć się z Szamilem Abdurachimowem, jednak 5 marca 2020 roku ogłoszono, że Gane został zmuszony do wycofania się z walki po tym, jak doznał odmy opłucnowej podczas treningu. Walka została ostatecznie przesunięta na przypadającą 11 lipca 2020 galę UFC 251. Po raz drugi pojedynek został usunięty z tego wydarzenia, gdyż Abdurachimow został wycofany z walki z nieujawnionych powodów. Nowym rywalem Francuza został Siergiej Pawłowicz, z którym miał się zmierzyć 8 sierpnia 2020 roku na UFC Fight Night 174. Pawłowicz musiał jednak wycofać się z powodu kontuzji, dlatego pierwotna walka z pierwotnym Abdurachimowem została ponownie zaplanowana na 26 września 2020 na UFC 253, jednak walka została ponownie przesunięta na UFC Fight Night 180 w terminie 18 października 2020. Walka po raz kolejny nie doszła do skutku, gdyż Rosjanin wycofał się z nieujawnionych przyczyn. Na jego miejsce wszedł debiutujący w organizacji Chorwat, Ante Delija. 14 października 2020 roku ogłoszono, że walka została odwołana z powodu problemów kontraktowych Deliji z jego poprzednią umową z PFL.
12 grudnia 2020 roku na UFC 256 pokonał Juniora dos Santosa przez techniczny nokaut w drugiej rundzie.
W następnym pojedynku, w terminie 27 lutego 2021 roku, podczas wydarzenia UFC Fight Night 186 zmierzył się z Jairzinho Rozenstruikiem. Wygrał starcie przez jednogłośną decyzją sędziów po trzech rundach.
Później doszło do jego walki z Aleksandrem Wołkowem na UFC Fight Night 190. Walkę wygrał ponownie jednogłośnie na punkty.
7 sierpnia 2021 roku na UFC 265 zdobył tytuł tymczasowego mistrza UFC w wadze ciężkiej, pokonując Derricka Lewisa przez techniczny nokaut w trzeciej rundzie. Wygrana przyniosła mu nagrodę w postaci bonusu za występ wieczoru.
22 stycznia 2022 podczas UFC 270 stoczył pojedynek z prawowitym mistrzem Francisem Ngannou o inauguracyjny pas mistrzowski. Po pełnych pięciu rundach odnotował pierwszą porażkę w karierze przegrywając jednogłośną decyzją sędziów.
Podczas UFC Fight Night: Gane vs. Tuivasa, które odbyło się 3 września 2022 roku zmierzył się z Australiczykiem Tai'em Tuivasą. W trzeciej rundzie ciosem mocno naruszył rywala ciosem prawym prostym, a następnie dobił ciosami z góry. Walka przyniosła mu bonus za najlepszą walkę wieczoru.
Na gali UFC 285, 4 marca 2023 przystąpił do walki o wakujące mistrzostwo UFC w wadze ciężkiej z powracającym po trzech latach długoletnim mistrzem wagi półciężkiej, Jonem Jonesem. Amerykanin poddał Gane'a już po nieco ponad dwóch minutach pierwszej rundy. 
2 września 2023 wystąpił w kolejnej walce wieczoru gali UFC w Paryżu. Jego rywalem był Mołdawianin, Sergiej Spiwak, z którym Gane wygrał przez techniczny nokaut w drugiej rundzie, poprzez uderzenia w stójce pod siatką. Efektowna wygrana przyniosła mu kolejny, dodatkowy bonus finansowy (50 tys. dolarów). 
Ponad rok później, na gali UFC 308 w Abu Zabi miał stoczyć rewanżowy pojedynek z Aleksandrem Wołkowem. Ze względu na kontuzję kolana Rosjanina walka została przeniesiona i odbyła się 7 grudnia 2024 na gali UFC 310. Gane wygrał walkę kontrowersyjną, niejednogłośną decyzją sędziów. 19 z 20 przedstawicieli mediów punktowało walkę na korzyść rywala.  

## Życie prywatne
Gane jest żonaty i ma dwie córki.
28 stycznia 2022 zaczął prowadzić swój kanał na Twitchu. Podczas pierwszej transmisji zgromadził blisko 21 000 widzów.

## Osiągnięcia i nagrody

### Boks tajski
- Académie Française de Muay Thai
  - 2016-2017: Tytuł AFMT National 91 kg we Francuskiej Akademii Muay Thai

### Mieszane sztuki walki
- TKO Major League MMA
  - 2018-2019: Mistrz TKO Major League MMA w wadze ciężkiej
- Ultimate Fighting Championship
  - 2021-2022: Tymczasowy mistrz UFC w wadze ciężkiej[35]
  - Bonus za występ wieczoru (trzy razy) vs. Don'Tale Mayes[17], Derrick Lewis[36], Sergiej Spiwak[46]
  - Bonus za walkę wieczoru (raz) vs. Tai Tuivasa[41]
- Sherdog
  - 2021: Przełomowy Zawodnik Roku[53]

## Lista zawodowych walk w MMA
| Wynik     | Bilans | Przeciwnik (bilans przed walką) | Rozstrzygnięcie                              | Runda | Czas | Rozgrywki                                    | Data       | Miejsce    | Uwagi                                                                                    |
| --------- | ------ | ------------------------------- | -------------------------------------------- | ----- | ---- | -------------------------------------------- | ---------- | ---------- | ---------------------------------------------------------------------------------------- |
|           |        | Tom Aspinall (15-3)             |                                              |       |      | UFC 321                                      | 25.10.2025 | Abu Zabi   | Pojedynek o mistrzostwo UFC w wadze ciężkiej. Main Event                                 |
| Wygrana   | 13-2   | Aleksandr Wołkow (38-10)        | Decyzja (niejednogłośna)                     | 3     | 5:00 | UFC 310                                      | 07.12.2024 | Las Vegas  |                                                                                          |
| Wygrana   | 12-2   | Sergiej Spiwak (16-3)           | TKO (ciosy pięściami)                        | 2     | 3:44 | UFC Fight Night: Gane vs. Spivak             | 02.09.2023 | Paryż      | Bonus za występ wieczoru. Main Event                                                     |
| Przegrana | 11-2   | Jon Jones (26-1. 1 NC)          | Poddanie (duszenie gilotynowe)               | 1     | 2:04 | UFC 285                                      | 04.03.2023 | Las Vegas  | Pojedynek o wakujące mistrzostwo UFC w wadze ciężkiej. Main Event                        |
| Wygrana   | 11-1   | Tai Tuivasa (15-3)              | KO (prawy prosty i ciosy w parterze)         | 3     | 4:23 | UFC Fight Night: Gane vs. Tuivasa            | 03.09.2022 | Paryż      | Bonus za walkę wieczoru. Main Event                                                      |
| Przegrana | 10-1   | Francis Ngannou (16-3)          | Decyzja (jednogłośna)                        | 5     | 5:00 | UFC 270                                      | 22.01.2022 | Anaheim    | Pojedynek o mistrzostwo UFC w wadze ciężkiej. Main Event                                 |
| Wygrana   | 10-0   | Derrick Lewis (25-7. 1 NC)      | TKO (ciosy pięściami)                        | 3     | 4:11 | UFC 265                                      | 07.08.2021 | Houston    | Zdobył tymczasowe mistrzostwo UFC w wadze ciężkiej. Bonus za występ wieczoru. Main Event |
| Wygrana   | 9-0    | Aleksandr Wołkow (33-8)         | Decyzja (jednogłośna)                        | 5     | 5:00 | UFC Fight Night: Gane vs. Volkov             | 26.06.2021 | Las Vegas  | Main Event                                                                               |
| Wygrana   | 8-0    | Jairzinho Rozenstruik (11-1)    | Decyzja (jednogłośna)                        | 5     | 5:00 | UFC Fight Night: Rozenstruik vs. Gane        | 27.02.2021 | Las Vegas  | Main Event                                                                               |
| Wygrana   | 7-0    | Junior dos Santos (21-8)        | TKO (ciosy łokciami)                         | 2     | 2:34 | UFC 256                                      | 12.12.2020 | Las Vegas  |                                                                                          |
| Wygrana   | 6-0    | Tanner Boser (17-5-1)           | Decyzja (jednogłośna)                        | 3     | 5:00 | UFC Fight Night: Edgar vs. The Korean Zombie | 21.12.2019 | Busan      |                                                                                          |
| Wygrana   | 5-0    | Don'Tale Mayes (7-2)            | Poddanie (dźwignia skrętowa na staw skokowy) | 3     | 4:46 | UFC Fight Night: Maia vs. Askren             | 26.10.2019 | Kallang    | Bonus za występ wieczoru                                                                 |
| Wygrana   | 4-0    | Raphael Pessoa (9-0)            | Poddanie (duszenie trójkątne rękoma)         | 1     | 4:42 | UFC Fight Night: Shevchenko vs. Carmouche 2  | 10.08.2019 | Montevideo | Debiut w UFC                                                                             |
| Wygrana   | 3-0    | Roggers Souza (8-1)             | TKO (ciosy pięściami)                        | 1     | 4:26 | TKO 48: Souza vs Gane                        | 24.05.2019 | Gatineau   | Obronił mistrzostwo TKO w wadze ciężkiej. Main Event                                     |
| Wygrana   | 2-0    | Adam Dyczka (7-0)               | TKO (ciosy pięściami)                        | 2     | 4:57 | TKO 44: Hunter vs Barriault                  | 21.09.2018 | Québec     | Obronił mistrzostwo TKO w wadze ciężkiej. Co-Main Event                                  |
| Wygrana   | 1-0    | Bobby Sullivan (1-1)            | Poddanie (duszenie gilotynowe)               | 1     | 1:42 | TKO Fight Night 1                            | 02.08.2018 | Montreal   | Debiut w MMA. Zdobył wakujące mistrzostwo TKO w wadze ciężkiej                           |